# Ares
|  | Per a altres significats, vegeu «Ares (desambiguació)». |

En la mitologia grega, Ares (grec antic: Ἄρης) és el déu de la guerra. Fill de Zeus i d'Hera. Els romans el van identificar amb Mart.
Els seus orígens no són hel·lens sinó que provenen de la salvatge regió de Tràcia. Els grecs ja tenien altres déus guerrers, com Atenea, però Ares és diferent. Ares és temperamental, brutal i sanguinari. Per això els grecs, que veneraven l'equilibri i la intel·ligència, mai no li van donar massa importància. En tots els combats que lliura amb Atenea, o fins i tot amb mortals com Hèracles o Diomedes, sempre en surt derrotat. Això mostra com els grecs preferien una combinació de força i intel·ligència a la força bruta d'Ares.
En els assumptes amorosos, en canvi, va tenir un enorme èxit. Es va aparellar amb deesses (p. ex. Afrodita), nimfes (Harmonia) i mortals (p. ex. Aglauros) i va tenir nombrosos fills. Els més famosos són Eros, Dimos, Fobos, Ànteros i les Amazones.
Sol ser representat dalt d'un carro de guerra. Té l'elm d'or, porta escut, està cobert d'una armadura de bronze i el seu braç és poderós i incansable. Sol anar acompanyat de Dimos (el terror), Fobos (el pànic) i per la seva germana Enió (l'horror).

## Etimologia
Tradicionalment s'ha relacionat el nom d'aquest déu amb la paraula grega ἀρή (arē), la versió en dialecte jònic del terme dòric ἀρά (ara), que té les accepcions «maleir, destrucció, ruïna». Walter Burkert opina que la paraula tenia antigament un significat més abstracte relacionat amb «el gruix de la batalla». R. S. P. Beekes ha suggerit també un origen arcaic, anterior a l'idioma grec.
De fet, les primeres formes escrites identificades amb aquest nom s'han trobat en micènic, poble que feia servir el sistema d'escriptura lineal B i equival a la forma sil·làbica a-re.
La paraula Areios, derivada d'Ares, és un epítet que de vegades acompanya el nom d'altres déus per a indicar que estan implicats en una guerra: Zeus Areios, Atena Areia, Afrodita Areia. En el poema èpic Ilíada, la paraula ares és emprada com a nom comú i sinònim de «batalla».

## Caràcter
Per a entendre el caràcter d'Ares, els mitòlegs proposen comparar-lo amb Atena. Ares representava la brutalitat de la guerra, en oposició a Atena una altra deessa grega invocada en temps de guerra però representant l'estratègia. Ares estimava la guerra en si mateixa, Atena perquè aportava llibertat o independència. Aquest aspecte es pot veure també en comparació amb Eris i Zeus. Mentre que Eris crida els homes a la batalla i Zeus la dirigeix, Ares simplement està al mig gaudint de la violència.
Ares tenia dues funcions, per una banda era invocat per a imbuir de coratge i ferocitat als guerrers ja en ple combat, i per altra era invocat per a desitjar la destrucció sense pietat dels enemics enviant plagues i epidèmies.
Generalment se'l representava amb atributs de guerrer: casc, escut, llança. De vegades feia venir del santuari de les Amazones a la costa de la mar Negra, una bandada d'ocells, els Ocells del llac Estimfal les plomes dels quals es clavaven com a dards, eren els anomenats Ornithes Areioi.
El caràcter agressiu d'Ares feia que en les llegendes mitològiques no fos gaire benvolgut pels altres déus de l'Olimp. A la Ilíada Ares és ferit per Diomedes, el qual compta amb els suport d'Atena, i els seus brams expressant dolor són comparables als de mil guerrers ferits alhora. També Hèracles va lluitar contra ell a causa del seu fill Cicne i el va vèncer.

## Culte

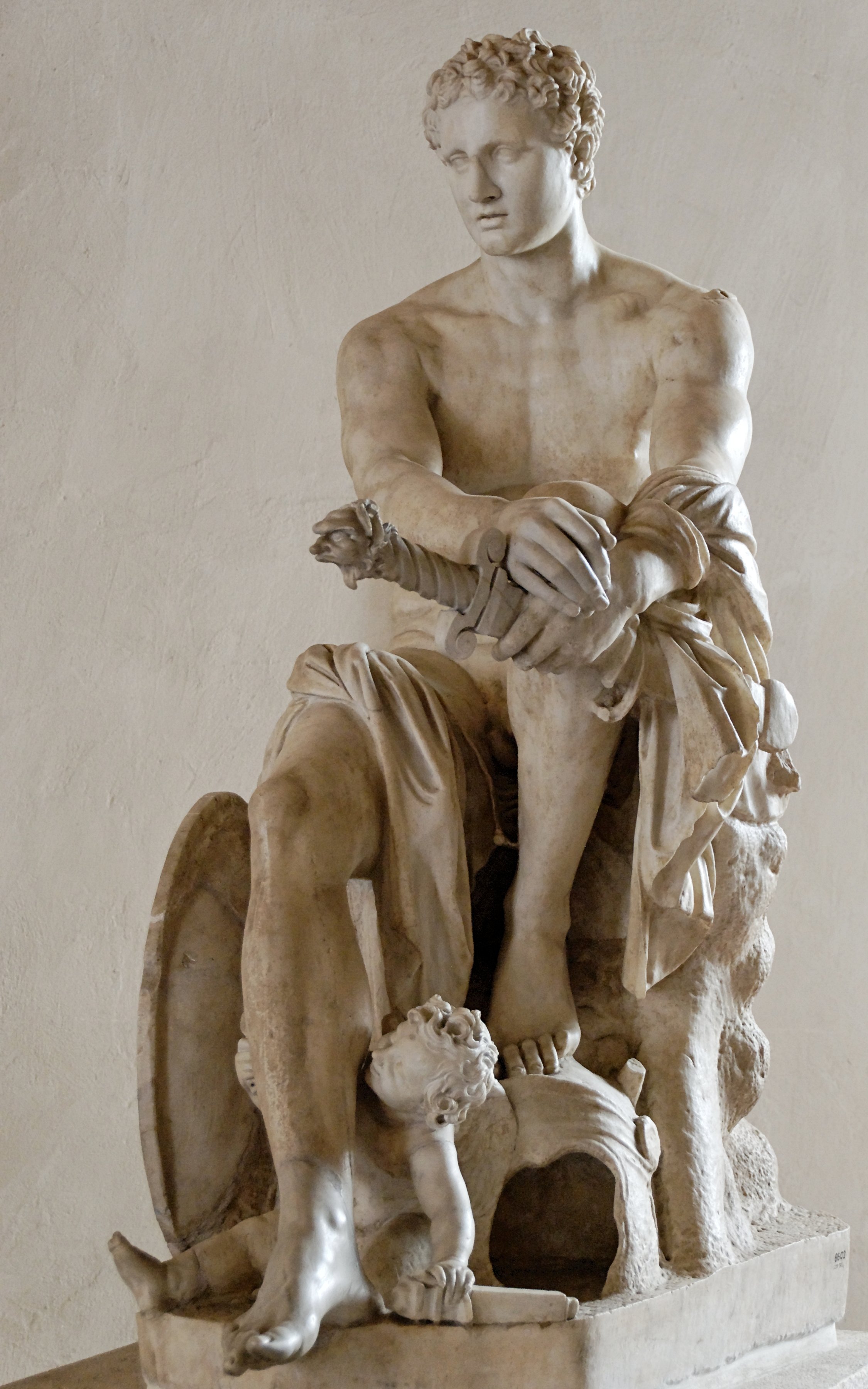
Ares Ludovisi, una còpia romana (c. 320 aC) de l'estàtua grega original. Els grecs preferien representar aquest déu nu, tenint com a únic acompanyament alguns símbols del guerrer: el casc, l'escut.

A Grècia hi havia diversos temples on se li oferien sacrificis. El caràcter guerrer d'Ares va portar a pensar que era procedent de Tràcia o bé tenia la seva residència allà. De fet, a Escítia (Tràcia) era on estava el seu temple principal. En aquest temple en lloc d'una estàtua hi havia una espasa i se li sacrificaven cavalls o bestiar o fins i tot persones. També era venerat a la Còlquida on es deia que hi havia una illa consagrada a ell (el nom de l'illa variava segons les versions: Aretias, Aria, o Chalceritis). A Atenes tenia un temple, a prop de l'àgora, que contenia una estàtua feta per Alcàmenes. Aquest temple va ser traslladat als afores en temps d'August i rebatejat amb el nom de Mars Ultor, ja que els romans el van identificar amb el déu Mart. També era venerat a Tegea, a Olímpia, a Tebes. A Esparta hi havia una estàtua dins el seu temple que el representava encadenat, potser representant que els ciutadans desitjaven que el seu esperit guerrer no els abandonés mai. També els espartans, com els tracis, li oferien sacrificis humans.
En la majoria de les ciutats on hi havia un temple dedicat a Ares, acostumava a estar als afores com a advertiment als forasters que veneraven aquest déu i, en conseqüència, n'estaven protegits.

## Mites

### Naixement
A les llegendes més antigues es diu únicament que era fill de Zeus i Hera. Posteriorment va circular una altra versió segons la qual Hera va concebre Ares després d'haver tocat una determinada flor, història que sembla una imitació de la llegenda sobre el naixement d'Hefest.

### Amants i descendència
Va ser amant de diverses dones, nimfes i deesses, la preferida va ser Afrodita, la qual se sentia atreta per la seva masculinitat i bellesa preferint-lo al seu marit Hefest. Només Persèfone no va cedir a les seves tàctiques seductores. Segons una tradició tardana es va casar amb Eos, motiu pel qual va ser víctima de la ira d'Afrodita.
També va ser el pare d'un drac, Ares va sembrar unes dents i en va sorgir una bèstia que atacava la gent. Per defensar-se Cadme va haver de matar el drac i després per congraciar-se amb Ares es va casar amb la seva filla Harmonia, llavors Cadme va fundar la ciutat de Tebes.
| Amants                 | Fills                                                  |
| ---------------------- | ------------------------------------------------------ |
| Afrodita               | Fobos, Deimos, Harmonia, Eros, Ànteros, Himeros, Potos |
| Aerope, filla de Cefeu | Aeropos                                                |
| Aglauros               | Alcipe                                                 |
| Deianira               | Altea                                                  |
| Astíoque               | Ascàlaf, Ialmen                                        |
| Atalanta               | Partenopeu                                             |
| Caldene                | Solimos                                                |
| Cal·líope              | Migdon, Hedonos                                        |
| Pirenne                | Diomedes                                               |
| Demònice               | Evenos, Molos, Pilos, Testi                            |
| Khryse                 | Flègies                                                |
| Eos                    | -                                                      |
| Eumènides              | el drac de Tebes                                       |
| Otrera                 | Hipòlita, Antiope, Melanipe, Pentesilea                |
| Protogeneia            | Oxylus                                                 |

### Acompanyants
Acostumava a anar acompanyat en les batalles de les seves germanes Eris (la discòrdia) i Enió (la destructora) i dels seus fills Deimos (el terror) i Fobos (el pànic). Enyalius, era el seu fill preferit, resultat de la seva unió amb Enió, i de vegades eren adorats com un sol déu.
També podia anar acompanyat de Kydoimos, el qual donava confusió al ple de la batalla; Makhai, l'esperit de la massacre; Hysminai, l'assassinat; Alala, la personificació del crit de guerra.
Fora del combat,la seva germana Hebe li preparava banys. Segons Pausànias, els habitants de Therapnes (Esparta) reconeixien a Tero com a la seva dida.

### Areòpag
Hi ha un mite que explica l'origen del nom Areòpag, un turó de la ciutat d'Atenes. Ares va matar un fill de Posidó dit Halirroti en venjança per haver violat Alcipe, una de les seves filles. Posidó va demanar que fos jutjat pels déus de l'Olimp i ells es van reunir en aquest turó per fer-ho i finalment el van exculpar. Els atenencs en memòria d'aquest esdeveniment van posar al lloc el nom d'Ἄρειος Πάγος (areios pagos, «roca d'Ares»).

### Ares i els gegants
Un antic mite, narrat a la Ilíada per la deessa Dione a la seva filla Afrodita, diu que els Aloïdes, dos germans gegants anomenats Otis i Efialtes, van encadenar Ares i el van ficar dins d'una gerra de bronze. Allà hi va estar tretze mesos, un any lunar fins que la madrastra dels Aloïdes ho va fer saber a Hermes, que el va alliberar mentre Àrtemis distreia els dos gegants amb un engany, perquè es matessin entre ells. A les Dionisíaques de Nonnos, a la guerra entre Cronos i Zeus, Ares va matar un fill gegant sense nom d'Equidna que estava aliat amb Cronos, i descrit com que escopia un «verí horrible» i tenir els peus de «serp».
A les Metamorfosis d'Antoninus Liberalis del segle ii, quan el monstruós Tifó va atacar l'Olimp els déus es van transformar en animals i van fugir a Egipte; Ares es va transformar en un peix, el Lepidotus (sagrat per al déu de la guerra egipci Anhur). El text grec koiné de Liberalis és un epítom "completament inartístic" de l'ara perduda "Heteroeumena" de Nicandre (segle ii aC).

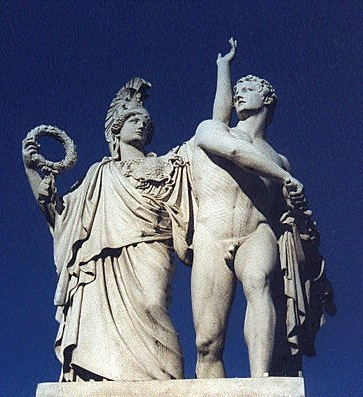
Atena aconsella a Diomedes que ataqui a Ares, a la guerra de Troia.

### Guerra de Troia
Al començament de la guerra de Troia, Ares promet a Atena lluitar al bàndol dels aqueus, però després Afrodita el va persuadir de lluitar a favor dels troians. Quan Diomedes el va reconèixer entre els combatents, va ordenar als seus homes la retirada. Atena es va queixar al seu pare Zeus, ja que la lluita era massa desigual si hi havia Ares a la guerra. Zeus va accedir que el fessin fora, llavors Atena va dir a Diomedes que tornés a l'atac i no tingués por d'enfrontar-se a Ares. Quan Ares va ser amenaçat per la llança de Diomedes, va acceptar la decisió de Zeus i va marxar a l'Olimp, però va estar a punt de tornar quan va sentir que el seu fill Ascàlaf havia mort en combat.

## Mart

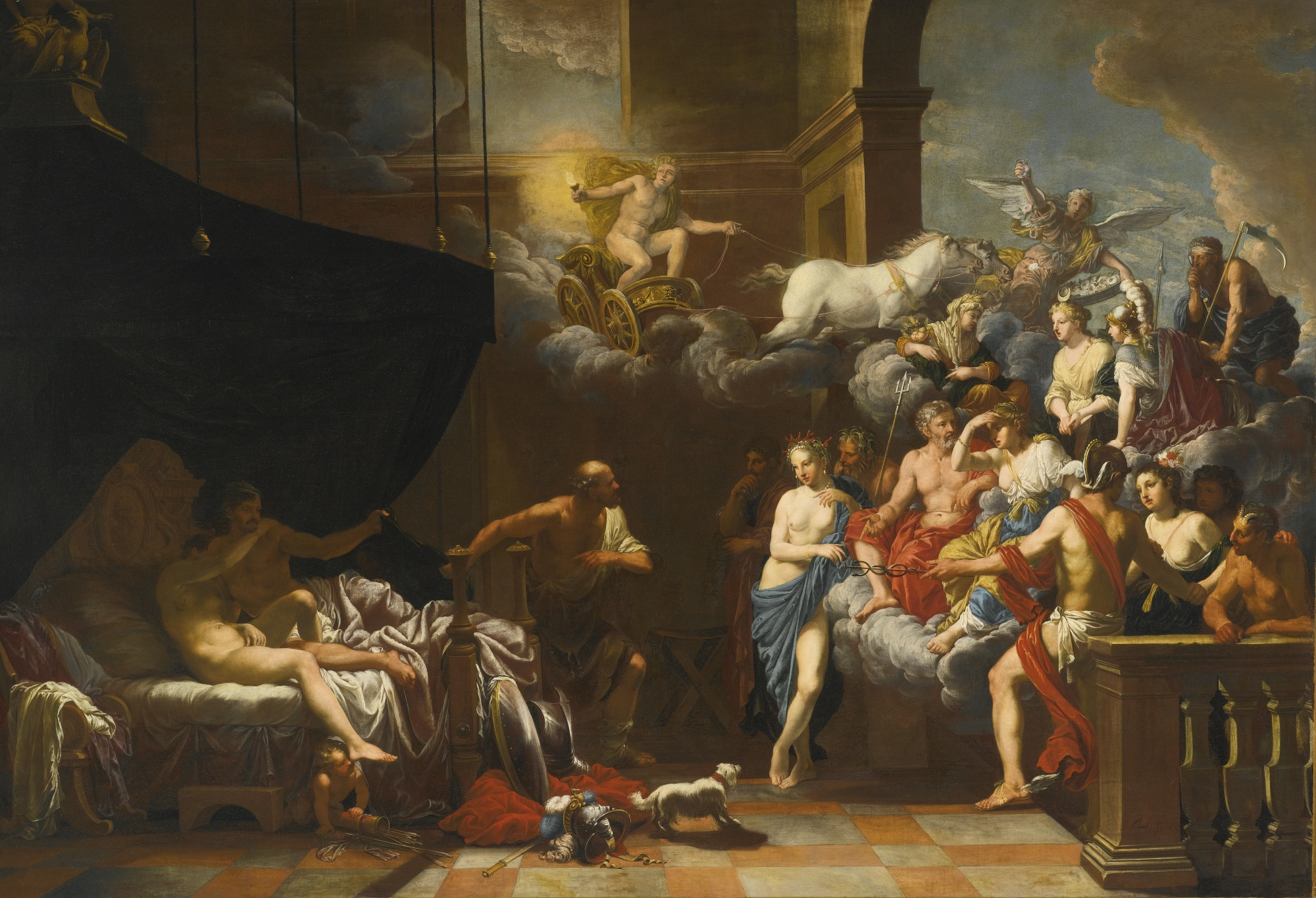
Johann Heiss, Vulcà sorprèn Venus i Mart al llit davant una assemblea dels déus (1679)

La contrapart més propera d'Ares entre els déus romans és Mart, un fill de Júpiter i Juno, preeminent entre els déus militars de l'exèrcit romà però originàriament una deïtat agrícola. Com a pare de Ròmul, el llegendari fundador de Roma, a Mart se li va donar un lloc important i digne a la antiga religió romana, com a deïtat tutelar de tot l'estat romà i el seu poble. Sota la influència de la cultura grega, Mart es va identificar amb Ares, però el caràcter i la dignitat de les dues divinitats diferien fonamentalment. Mart va ser representat com un mitjà per assegurar la pau, i va ser un pare (pater) del poble romà. En una tradició, va ser el pare de Ròmul i Rem a través de la seva violació de Rea Sílvia. En un altre, la seva amant, la deessa Venus, va donar a llum a Enees, el príncep i refugiat de Troia que va «fundar» Roma diverses generacions abans que Ròmul.
En l'hel·lenització de la literatura llatina, els mites d'Ares van ser re-interpretats pels escriptors romans sota el nom de Mart. Els escriptors grecs quan eren sota el domini de l'Imperi Romà també van registrar pràctiques de culte i creences relatives a Mart amb el nom d'Ares. Així, a la tradició clàssica del posterior art i literatura occidentals, la mitologia de les dues figures més tard es va fer pràcticament indistingible.

## Renaixement i representacions posteriors
A les obres d'art del Renaixement i de l'època neoclàssica, els símbols d'Ares són una llança i un casc, el seu animal és un gos i el seu ocell és el voltor. A les obres literàries d'aquestes èpoques, Ares és substituït pel Mart romà, un emblema romàntic del valor viril més que del cruel i assedegat de sang de la mitologia grega.